# 鈴木康四郎
鈴木 康四郎（すずき こうしろう、1886年（明治19年）2月15日 - 1960年（昭和35年）3月14日）は、日本の官僚、政治家。第8代和歌山市長。

## 生涯
1886年（明治19年）2月15日、岡崎定治郎の次男として和歌山県西牟婁郡宇津木村（のち白浜町宇津木）で生まれ、後に西牟婁郡万呂村大字下万呂（現：田辺市下万呂）の鈴木まさゑと結婚して改姓。和歌山県立田辺中学校卒業後、1911年（明治44年）4月に西牟婁郡書記となり、1918年（大正7年）には和歌山県属に昇進したが、在任中の手腕が認められて内務属となり中央官界で活躍。
1926年（大正15年）10月、京都市の課長に就任し、累進して中京区長となって5年間務めた後、1938年（昭和13年）に和歌山市助役に迎えられた。市長を補佐して戦時中の和歌山市政に寄与したが、辞職した田口易之の跡を受けて1946年（昭和21年）8月に和歌山市長に就任し、混乱期の市政を担ったものの、僅か5ヶ月で同年12月に退職した。
1947年（昭和22年）4月の和歌山県議会議員選挙に西牟婁郡から選出され、在任中は総務委員長や震災対策委員長や和歌山県金庫調査委員長を務め、1951年（昭和26年）4月の任期満了により退職した。
博学で文筆に長けており、蛙城と号して俳句を趣味としていた。県議会議員退職後、2年余りに渡って地方紙に連載した随筆が好評を博したため、1954年（昭和29年）には『蛙城随筆』を宮井平安堂から出版している。
1960年（昭和35年）3月14日、和歌山市車坂の自宅で死去。享年75（満74歳没）。